# Octopicola regalis
Octopicola regalis is een eenoogkreeftjessoort uit de familie van de Octopicolidae. De wetenschappelijke naam van de soort is voor het eerst geldig gepubliceerd in 1974 door Humes.